# Einsjäger & Siebenjäger
| Оценки критиков | Оценки критиков |
| Источник        | Оценка          |
| --------------- | --------------- |
| Allmusic        | [ 1 ]           |

Einsjäger und Siebenjäger — пятый альбом группы краут-рока Popol Vuh, первоначально изданный в 1974 году.

## Характеристика
В этот период Popol Vuh выпускала один классический альбом за другим, и Einsjäger & Siebenjäger не стал исключением. Здесь группа ужалась до своего ядра, тех музыкантов, которые будут составлять сердцевину группы на много лет вперед — это Флориан Фрике, Даниель Фихелшер и Джог Юн. Фихелшер стал оказывать большее влияние на видение Фрике, что только обогатило творчество группы.
На альбоме стало больше фортепианных переборов Фрике и спейс-роковой электрогитары Фихелшера с восточными влияниями в рамках блюзовой фразировки. Пять коротких композиций на первой стороне являются лишь подготовкой к психоделическому заглавному треку, занимающему всю вторую сторону. Он содержит этническую перкуссию, фортепиано, пульсацию и гипнотические репетативные напряженные гитарные партии, вокал великолепной Джонг Юн и продолжительные импровизации. Этот, один из самых красивых альбомов Popol Vuh 1970-х годов, стал вершиной их фирменного умения сочетать красоту и свободу композиции.
Группа находится в середине своего второго периода (первый был экспериментальным, второй — более симфоническим и позднее — более ориентированный на эмбиент, главным образом, по причине саундтреков к фильмам Херцога), и этот пятый альбом близок к художественной вершине группы.
Einsjäger & Siebenjäger представляет собой характерный альбом лучших лет Popol Vuh. Как обычно, группа предлагает очень умиротворяющую, гуманную музыку, направленную на чудесные, тихие, созерцательные моменты жизни. Альбом вызывает внутренние пейзажи сознания, как будто возникающие перед закрытыми глазами. Первый трек (позднее записанный вновь на альбоме Nosferatu) содержит мистический повторяющийся гитарный рисунок, сыгранный как будто на ситаре. «King Minos» (также включенный в Nosferatu) показал группу, играющую прогрессивный рок с плывущей и ласкающей гитарной игрой Фихелшера. Все композиции в целом построены по единой схеме, где на первое место время от времени выходит изящное, дивное фортепиано Фрике.

## Список композиций
Все треки написал Флориан Фрике, кроме треков 1, 3, которые написал Даниель Фихелшер. Тексты Соломона в переработке Флориана Фрике.
1. «Kleiner Krieger» — 1:04
2. «King Minos» — 4:24
3. «Morgengruß» — 2:59
4. «Würfelspiel» — 3:08
5. «Gutes Land» — 5:13
6. «Einsjäger und Siebenjäger» — 19:23

Бонус-треки на переиздании 2004 года
1. «King Minos II» — 1:55
2. «Wo bist Du?» — 5:42

## Состав исполнителей
Флориан Фрике — фортепиано, спинет
Даниель Фихелшер — электрогитара, акустическая гитара, перкуссия
Юн Чжон - вокал
Приглашенный музыкант
Олаф Кюблер — флейта (на 4)